# 교황 요한 4세
교황 요한 4세(라틴어: Ioannes PP. IV, 이탈리아어: Papa Giovanni IV)는 제72대 교황(재위: 640년 12월 24일 ~ 642년 10월 12일)이다.
요한 4세는 달마티아 태생으로 아마도 살로나에서 태어났을 것으로 추정된다. 그의 부친은 라벤나 총독의 참사원 스콜라스티쿠스 베난티우스이다. 출생날짜는 알려져 있지 않다. 교황으로 선출된 당시 그는 로마 교회의 수석부제로서 로마 교구에서 중요한 업무를 맡고 있었다. 그의 착좌식은 640년 12월 24일에 거행되었으며, 라벤나 총독이 동로마 제국 황제의 대행으로서 이를 승인하였다.
요한 4세는 자신의 고향 달마티아가 슬라브족의 침략으로 큰 곤경에 처하게 되었다는 소식을 듣게 되었다. 그는 아빠스 마르티노로 하여금 거액의 돈과 함께 달마티아와 이스트리아에 보내 슬라브족에게 포로로 사로잡힌 달마티아인들을 석방시키도록 하였다. 또한 이미 달마티아의 많은 성당이 슬라브족에 의해 파괴되어 재건이 불가능한 지경에 이르렀기 때문에 그곳에 모셔진 몇몇 달마티아 성인들의 유해 및 유물을 로마로 가져오도록 지시하였다. 그리고 로마로 가져온 달마티아 성인들의 유해 및 유물을 모시기 위해 작은 기도원을 세웠는데, 그 기도원은 오늘날까지 남아 있다. 기도원이 완공되자 요한 4세는 그곳 기도원의 모형을 손에 든 모습으로 자신을 묘사한 모자이크로 장식하였다. 요한 4세는 또한 달마티아를 침략한 슬라브족을 그리스도인으로 개종시키려고 노력하였다. 콘스탄티누스 포르피로게니투스에 따르면, 달마티아-크로아티아 공작 포르가는 헤라클리우스 황제의 부름을 받아 달마티아에 파견된 기독교 교리교사들과 만남을 가졌다고 한다. 헤라클리우스는 요한 4세에게 이 소식을 전했다.
요한 4세는 아직 교황 선출자였던 시절에 가톨릭교회의 다른 주교들과 더불어 아일랜드 및 스코틀랜드 성직자들에게 서신 하나를 써서 보냈다. 서신에서 그는 부활절을 지내는 시기와 관련해서 지난달 14일에 지키는 그들의 관습이 잘못되었다는 것을 알려주었다. 또한 펠라기우스 이단에 대항하여 신자들을 지켜줄 것을 당부하는 내용도 있었다. 같은 시기에 그는 단의설을 이단으로 단죄하고 배척하였다. 그러자 헤라클리우스 황제는 즉시 단의설 신앙고백 문서인 《에크테시스》(Ekthesis)와의 관계를 끓어 버렸다. 요한 4세는 헤라클리우스 황제의 아들 콘스탄티누스 3세 황제에게 자신이 전임자인 교황 호노리오 1세에게 사과했다는 사실을 언급하면서 호노리오 1세의 정통성을 천명하였다. 그는 황제에게 호노리오 1세를 단의설과 연관시키려는 것을 비판하였다. 그는 호노리오 1세가 그리스도는 하나의 본성을 지녔다고 말한 것은 단지 그리스도 안에 두 개의 상충되는 본성이 있었던 것이 아니었다고 말한 것 뿐이라고 선언하였다. 요한 4세는 사후 성 베드로 대성전에 안장되었다.